# Перший Кримський крайовий уряд

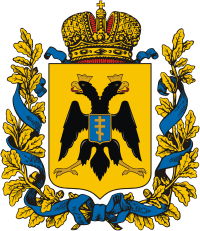
Герб Таврійської губернії

Перший Кримський крайовий уряд — уряд в Криму, що існував після розпаду Російської імперії з 25 червня до 15 листопада 1918 року. Головою уряду був Сулейман Сулькевич.

## Передумови
До початку травня в результаті наступу німецьких військ та військ УНР (запорізький корпус під командуванням полковника Болбочана) більшовики залишили Крим. Запорізький корпус УНР, що мав таємний наказ першим дійти до Севастополя та підпорядкувати УНР чорноморський флот, під тиском німців теж покинув межі півострова, тому Крим залишився під одноособовим контролем Німеччини. Німеччині Крим був потрібен як джерело продовольства для вивезення та військово-морська база (вони привласнили залишки чорноморського флоту Російської імперії). З травня та за весь час дії Крайового уряду у стосунках між німецькими військовими та місцевими жителями не використовувалися місцеві закони, а застосовувалося право Німеччини.
Спочатку німці думали сформувати загальнокримський уряд на основі кримськотатарського Курултаю, розширивши його та включивши в нього представників інших народів Криму.
Джафер Сейдамет, що повернувся з еміграції, 18 травня був обраний курултаєм прем'єр-міністром уряду, але його кандидатура не була затверджена германським командуванням, і на початку червня на пост очільника нового уряду була узгоджена кандидатура Сулеймана Сулькевича.

## Перший Кримський крайовий уряд
До 15 червня склад уряду був сформований. 25 червня уряд затвердив декларацію «До населення Криму», яку визнав німецький генерал Кош.
В уряд увійшли:

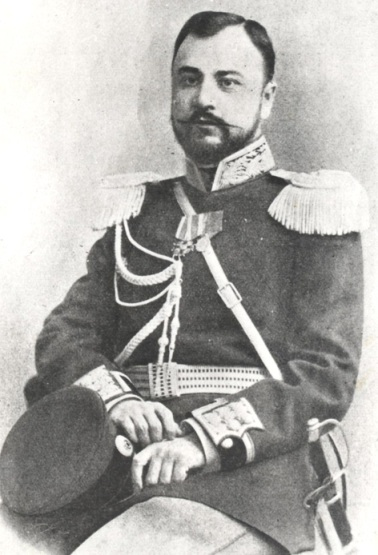
Матвій Сулькевич

- Прем'єр-міністр, міністр внутрішніх справ, міністр військових та морських справ — Сулейман Сулькевич
- Товариш прем'єр-міністра, виконувач обов'язків міністра внутрішніх справ — князь Горчаков С. В.
- Міністр закордонних справ — Джафер Сейдамет
- Міністр фінансів, промисловості, труда та торгівлі та тимчасово керуючий міністерством юстиції — граф Татищев В. С.
- Міністр землеробства, крайового майна та постачання — Рапп Т. Г.
- Міністр шляхів сполучення, суспільних робіт, пошти та телеграфу — Фріман Л. Л.
- Крайовий контролер та секретар, тимчасовий виконувач обов'язків міністра сповідань та народного просвітництва — Налбанданов В. С.

У вересні з уряду вийшли Горчаков, Татищев, Рапп та Налбанданов. Замість них були призначені:
- Міністр юстиції —  Олександр Ахматович
- Міністр постачання — Є. Молдавський
- в.о. міністра землеробства та крайового майна — Богданович І. А.
- в.о. міністра фінансів, торгівлі та промисловості — Нікіфоров Д. І.
- Міністр сповідань та народного просвітництва — П. Н. Соковнін (призначений ще в серпні).

Уряд, хоча отримав підтримку Німеччини, не був офіційно нею визнаний.
Уряд взяв курс на побудову незалежної держави в Криму. Були введені власні державні символи. Гербом став герб колишньої Таврійської губернії (двоголовий орел з восьмикінцевим хрестом), прапором — блакитний стяг з означеним гербом у верхньому куту. Столицею став Сімферополь, державними мовами — російська, кримськотатарська та німецька. Була введена власна військова форма (хоча на перехідний період дозволялося носити стару форму). Законом від 11 вересня вводилося громадянство Криму. Остаточно долю Криму повинен був вирішити парламент, вибори до якого не встигли призначити за час роботи уряду.
Уряд розпустив старі земства та думи та проголосив нові вибори до них за недемократичним цензовим принципом (встигли обрати тільки севастопольську та карасубазарську думи). Використовувалися закони Російської імперії, хоча було прийнято декілька нових законів. Обмежувалася свобода друку. В економіці націоналізована більшовиками власність (в тому числі земля) поверталась господарям (таким чином в політиці робилася ставка на поміщиків та буржуазію). Вводилась свобода торгівлі з існуванням державних фіксованих цін на хліб. Слід відмітити, що за всі роки громадянської війни при уряді Сулькевича ситуація в економіці була найбільш стабільною. Хоча збереження труднощів провокувало невдоволення серед населення, проте відносно хаосу в економіці у всіх попередників в цей період життя в Криму було краще та стабільніше.
За спогадами Оболенського, який не мав симпатій до Сулькевича: «Вспоминаючи тепер, як жилося в той час обивателям в Криму, я повинен признатися, що жилося стерпно, краще, ніж в минулі та наступні періоди революції та громадянської війни в Криму».
В соціальному плані уряд спирався на великих власників (поміщиків та буржуазію), в національному мав підтримку серед татар (уряд визнав їх право на культурну автономію). В самому уряді були представники різних політичних сил та національностей. Уряд не мав підтримки серед соціалістів та серед значної частки лібералів, яка вважала неправильним розпуск органів місцевого самоврядування та введення цензури. Не мав підтримки уряд і серед селян, які не привітали повернення землі поміщикам.
Уряд Сулькевича склав свої повноваження 14 листопада 1918 після того, як він лишився підтримки німців. Всередині Криму в листопаді уряд мав підтримку тільки у Директорії татар, але соціалісти, кадети та російські офіцери його не підтримували. Новий уряд очолив Соломон Крим.
Під час залишення Криму німецькі війська пограбували місцевих власників та вивозили власність з собою до Німеччини.

### Звернення Сейдамета

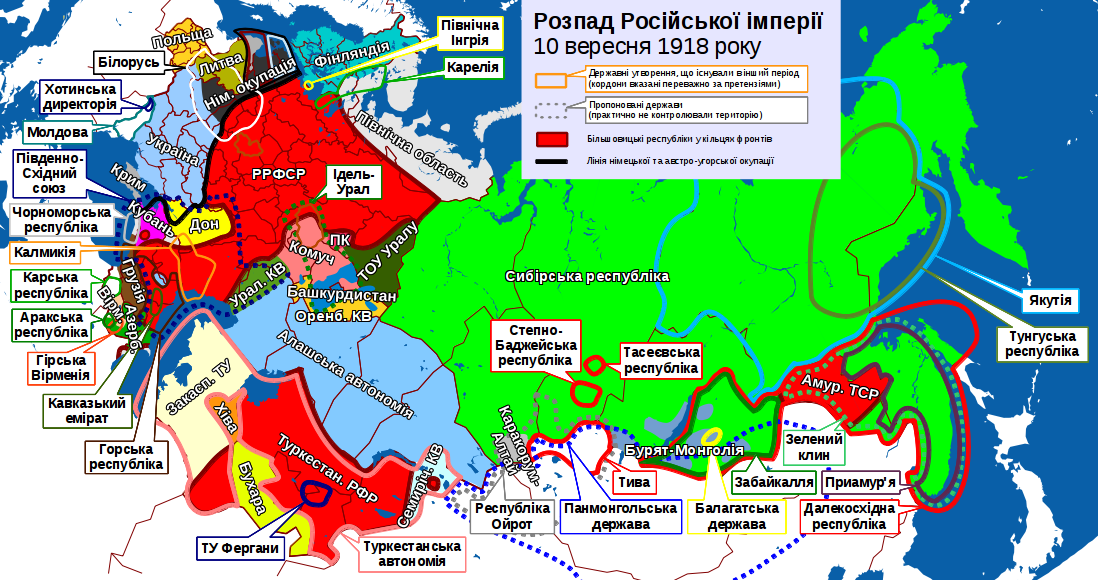
Політична ситуація у колишній Російській імперії у часи першого крайового уряду

21 липня 1918 від імені міністром закордонних справ Сейдаметом таємно від уряду було направлено послання кайзеру Вільгельму II наступного змісту: "Кримський татарський народ, який завдяки падінню Кримського ханства 135 років тому підпав під російське ярмо, щасливий мати можливість довести інформацію про своїх політичних надіях до відома німецького уряду, у допомозі якого турецькому й мусульманському світу він переконаний, спираючись на які обіцяють мусульманським країнам щастя історичні високі цілі його величності государя імператора Вільгельма, що є втіленням великого Німецької держави.
Всі жорстокі утиски не могли змусити кримських татар забути ту повагу, якою користувалося панування їхніх предків, перед яким колись схилялася Москва…
Кримські татари бажають відновлення в Криму татарського панування на наступних підставах.
Вони складають постійний елемент Криму, як найбільш старовинні панове Криму, вони виробляють підставу всього економічного життя країни, вони становлять більшість кримського населення, вони оголосили і захищали незалежність Криму …, вони домагаються визнання незалежності Криму в інтернаціональній дипломатії; вони підготовлені до цього найкращим чином завдяки своєму парламенту і політичній національній організації; завдяки історичним і військовим здібностям своєї раси вони можуть зберегти мир і спокій в країні, і на закінчення, вони спираються на Центральну Раду України …
Щоб досягти цієї святої мети слід визнати за необхідне, щоб нижченаведені основні положення політичного життя Криму були здійснені:
1) Перетворення Криму в незалежне нейтральне ханство, спираючись на німецьку і турецьку політику.
2) Досягнення визнання незалежності Кримського ханства у Німеччини, її союзників і в нейтральних країн до встановлення загального миру.
3) Навчання татарського уряду в Криму з метою повного звільнення Криму від панування та політичного впливу росіян.
4) Повернення татарських урядових чиновників і офіцерів, які проживають в Туреччині, Добруджі та Болгарії, назад до Криму.
5) Навчання татарського війська для збереження порядку в країні.
6) Право на повернення до Криму кримських емігрантів, що проживають в Добруджі і Туреччині, та їх матеріальне забезпечення.
Турецький та мусульманський світ, готуючись до політичного союзу з Великою Німецькою імперією, своєю рятівницею, принісши в жертву сотні тисяч людей, і надалі готові принести жертви в десять разів більшій кількості, щоб зміцнити навіки досягнуті положення «.»
Авторами цього меморандуму були А. Х. Хільмі та А. С. Айвазов. Меморандум був негативно сприйнятий не тільки іншими членами уряду, без відома яких він був направлений, але і поміркованою групою Курултаю, який вважав цю позицію проявом шовінізму. Сам Сейдамет після оприлюднення послання відмовився від причетності до нього.

### Митна війна та перемовини з Українською Державою
У червні між Кримом та Україною розгорнулася митна війна. У 1917 члени кримськотатарського руху були присутніми в Українській раді в Києві, але питання приєднання Криму до України не ставилося. Згідно з Третім Універсалом до території УНР входила Таврія без Криму (тобто частина сьогоднішніх Херсонської та Запорізької областей, яка в царський час входила до Таврійської губернії. Ще в квітні 1918 позиція УНР змінилася стосовно чорноморського флоту, на якому був сильний український національний рух. Кримський похід під керівництвом Болбочана мав на меті дійти до Севастополя та прийняти до лав української армії флот (однак німці не дозволили дійти до Севастополя).

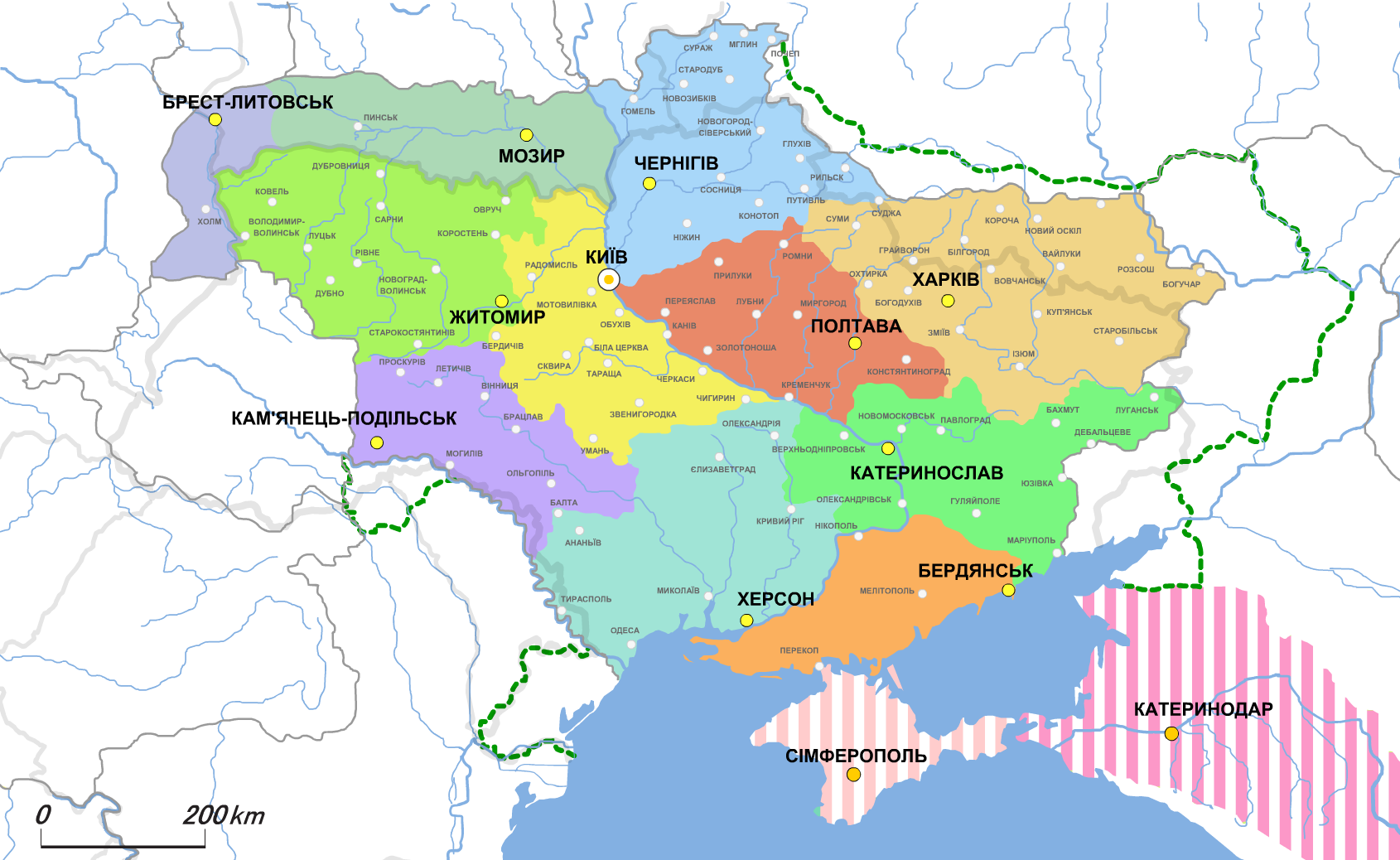
Адміністративно-територіальний устрій Української Держави
Кримський крайовий уряд

Після утворення Української Держави Скоропадський взяв курс на приєднання Криму до України. Ще в червні до Сімферополя стали відправляти документи з Києва, які уряд Сулькевича ігнорував, оскільки бажав створити Крим незалежним. Тоді уряд Скоропадського почав економічний тиск та з 20-х чисел червня заборонив рух товарів, поштово-телеграфний зв'язок та залізничне сполучення між Кримом та Україною. Митна війна вдарила по економіці як Криму, так і України, але більше від неї страждав Крим. В червні в Криму були введені картки на хліб. Крім того, не був врегульований кордон Криму та України (під час імперії Таврійська губернія простиралася за межі Криму). Сулькевич вважав, що до Криму повинні входити повністю півострови Чонгар та Арабатська коса, проте північну частину коси та Чонгар зайняли війська гетьмана.
Митна війна зупинилася в вересні, коли сторони погодилися до перемовин. Під час свого візиту до Німеччини Гетьман України Павло Скоропадський зустрівся із представником крайового уряду Володимиром Татищевим, який погодився на перемовини за умови припинення митної війни. Уряд Федора Лизогуба пропонував Криму широку автономію, де Україна визначала міжнародні відносини, законодавство, підпорядковувала собі армію та флот — у всіх інших галузях (економіка, культура, мови, місцеве самоврядування) Крим визначав своє життя самостійно. Кримська делегація у відповідь пропонувала створення федерації, у яку Крим входив як суверенний суб'єкт. Перемовини не закінчилися через відхід німців та зупинення існування обох урядів (Лизогуба та Сулькевича).